# شاهزاده حسین (همدان)
امامزاده حسین یا شاهزاده حسین در همدان در ابتدای خیابان شهدا قرار دارد. این حرم از آثار ممتاز معماری شهر همدان به شمار می‌رود و گنبد آجری زیبایی بر بالای آن استوار است. ساختمان مقبره، شمالی و از یک ایوان کوچک، ورودی و دو حرم با پلان‌های صلیبی تشکیل شده‌است. نمای ورودی دو طبقه و در هر طبقه حجره‌هایی واقع شده و دارای رسمی‌بندی‌هایی در داخل طاق نما و ضریح چوبی نفیس و گنبدی مرتفع است.
با توجه به متن شجره‌نامه این محل مدفن امامزاده حسین یکی از نوادگان امام حسن مجتبی یا پسر امام حسن عسگری است. در این مقبره یکی از احفاد خواجه نصیرالدین طوسی و آباقاخان فرزند هلاکو خان، مغول نیز مدفون هستند. علاوه بر این تعدادی از رجال علم و ادب و همچنین سر شاه! سلطان حسین صفوی ۱۱۴۰ هجری قمری نیز در ایوان جنوبی دفن شده‌است. شواهد حاکی است که بنای امامزاده جدیدتر از دورهٔ صفویه نیست و در طول زمان دخل و تصرف‌هایی در آن صورت گرفته‌است. ای بقعه دارای حیاط دلبازی است که درخت توت کهنسالی در آن وجود دارد.